# Steinbach (Ennepe)
Der Steinbach ist ein rechter Nebenfluss der Ennepe am nordwestlichen Rand des Sauerlandes und im südlichen Ruhrgebiet in Breckerfeld im Ennepe-Ruhr-Kreis verläuft. Der Bach führt auch den Namen Pämker Bach.

## Geographie

### Verlauf
Der Steinbach entspringt in Breckerfeld auf einer Höhe von etwa 400 m ü. NN im Hanseringpark auf Höhe Pennickweg in einem kleinen Teich; der 2023 von Büschen, meist Weiden, zugedeckt war. Kurz darauf fließt der Bach durch einen weiteren kleinen Teich. Nach etwa einem Kilometer fließt der Bach kurz nach einander durch zwei Teiche, Wobei das Zwischenstück verrohrt ist und sich dort ein Spielplatz befindet. Nach weiteren ca. 500 Metern verschwindet der Steinbach beim Tennisclub Breckerfeld in einer Verrohrung. Nach etwa 500 Metern Verrohung tritt der Bach wieder an die Oberfläche und fließt direkt in den fünften Teich. Dieser Teich war 2023 stark verlandet. Bis zur Mündung fließt der Bach, abgesehen von Wegeüberführung, nun frei. Die zwei Fischteichanlagen am Bach werden zwar mit Wasser aus dem Bach beschickt, aber der Bach fließt an den Teichen vorbei.
Bis zur Mündung fließen sieben namenlose Bäche und der Sylbach in den Steinbach. An der Steinbachstraße 4 liegt eine erste Fischteichanlage mit fünf Fischteichen an der Fischräucherei Steinbachstraße. An der Straße Sägemühle folgt die zweite größere Fischteichanlage, dass Angelparadies Steinbachtal mit elf unterschiedlich großen Fischteichen.
Der Steinbach mündet nordöstlich vom Weiler Burg, Stadt Ennepetal, auf einer Höhe von etwa 249 m ü. NN von rechts in die Ennepe. Bei der Mündung ist der Bach bei Normalwasser etwa 4,5 m breit.

### Zuflüsse
- Sylbach (rechts)

## Angelparadies Steinbachtal
Das Angelparadies Steinbachtal mit einer Flächengröße von etwa 30.000 m² und einer Gesamtwasserfläche von etwa 1 ha geriet im Mai 2023 überregional in die Medien, als es zu einer Razzia gegen die ’Ndrangheta kam. Die Teichanlage führte früher auch die Namen Forellenzucht Steinbachtal, Angelpark & Forellenzucht Schleier und Angelpark Steinbachtal. Das Angelparadies Steinbachtal war schon im November 2022 wegen Verstoßes gegen bau- und wasserrechtliche Vorschriften von Behörden geschlossen worden. Diese Verstöße hatte der Besitzer bis zur Razzia nicht beseitigt.
Auf dem Angelparadies Steinbachtal konnten Angler gegen Eintrittsgeld angeln. Es gab einen Verleih und Verkauf von Angelequipment und Ködern. Ein Räucherofen zum Räuchern von Fisch stand zur Verfügung, zudem war ein Imbiss vorhanden. Es war Zelten auf der Anlage möglich. Es durften ausschließlich Angler mit gültigen Angelschein angeln. An neun der Teiche konnten Besucher gegen unterschiedliche Gebühr angeln. Dabei konnten Angler die Teiche teilweise mit den jeweils gewünschten Angelfischen besetzen lassen. Die Angelteiche hatten die folgenden Flächengrößen: Forellenteich 34 × 15 m, Fliegenfischteich 32 × 15 m, Räuberteich 78 × 29 m, Kinderteich 25 × 15 m, Karpfen- und Störteich 52 × 19 m, Mietteich 1 (keine Flächenangabe), Mietteich 2 15 × 15 m, Mietteich 3 15 × 15 m und Edelforellenteich (keine Flächenangabe).
Die Teiche waren bis zur Schließung 2022 hauptsächlich mit verschiedenen Arten von Forellen und Saiblingen besetzt. Man besetzte die Teiche mit den Fischarten Aal, Hecht, Zander, Karpfen, Regenbogenforelle, Goldforelle, Stör, Bachsaibling, Streifenbarsch und weiteren Fischarten.
2019 gab es Vorwürfe von PETA gegen den damaligen Besitzer wegen Verstößen gegen den Tierschutz und wegen gesetzlich verbotener Wettangelveranstaltungen. Der Ennepe-Ruhr-Kreis entzog dem damaligen Besitzer die Betriebserlaubnis für das Angeln, da ein Video die Vorwürfe belegte. PETA erstattete 2020 Strafanzeige gegen die Organisatoren der Wettangelveranstaltung. Die Staatsanwaltschaft Hagen beantragte daraufhin Strafbefehle gegen drei Angler beim Amtsgericht Schwelm. Im August 2021 akzeptierten zwei der Beschuldigten eine Einstellung des Verfahrens gegen Zahlung einer Geldbuße in Höhe von 450 und 600 Euro. Die Geldbußen gingen an Greenpeace. Ein drittes Verfahren war 2021 noch anhängig. Fische durften weiter verkauft werden. Die Teichanlage wurde danach verkauft.
Der Umsatz vom Angelparadies Steinbachtal lag von 2020 bis 2022 bei bis zu 40 Millionen Euro im Jahr. Der Gewinn lag bei bis zu 600.000 Euro im Jahr. Es bestand der Verdacht von Geldwäsche von Einnahmen aus dem Drogenhandel und anderen kriminellen Aktivitäten im Angelparadies Steinbachtal. Bei einer Razzia gegen die ’Ndrangheta wurde im Mai 2023 auch das Angelparadies Steinbachtal durchsucht. Der Besitzer des Angelparadieses, ein Deutscher aus Hattingen, wurde verdächtigt, „führender Kopf beim Drogenschmuggel“ zu sein. Er habe seit 2008/09 Kokain von Belgien und den Niederlanden nach Italien geschmuggelt. Auch die Ehefrau des Hattingers wurde verhaftet. Eine frühere Geschäftsführerin des Angelparadies Steinbachtal war schon vor der Razzia wegen Drogenhandels in Untersuchungshaft.
Der Besitzer des Angelparadieses hatte bereits Ende 2022 Insolvenz für die Gesellschaft angemeldet auf die der Betrieb lief. Anfang Januar 2024 lehnte das Amtsgericht Essen die Eröffnung eines Insolvenzverfahrens, mangels Masse, ab.
Mitte Juli 2023 befand sich das Besitzerehepaar noch in Untersuchungshaft. Über einen Grundbucheintrag sicherte die Staatsanwaltschaft das Areal für den Fall einer Verurteilung der Besitzer, um es dann versteigern zu können. Anfang Dezember 2023 befand sich der Besitzer immer noch in Untersuchungshaft. Seine Ehefrau kam gegen Auflagen frei. Die Fische in der beschlagnahmten und stillgelegten Anlage wurden von einem Kreismitarbeiter gefüttert. Anfang 2025 lagen die Anklagen gegen acht Angeklagte vor die im oder für das Angelparadies gearbeitet haben. Ende Januar 2025 war das  Angelparadies Thema in der ARD-Dokumentation Jagd auf die Mafia – Die 'Ndrangheta in Deutschland Folge 2: Die Krake.
Im Juli 2025 sprach das Gericht die Urteile. Der Hauptangeklagte soll mit dem Drogenhandel zwischen September 2014 und November 2022, zum Teil mit Geschäftswagen des Angelparadieses, 2,2 Millionen Euro eingenommen haben. Er wurde zu zwölf Jahren Haft verurteilt. Die sechs Mitangeklagten erhielten Haftstrafen zwischen vier Jahren und drei Monaten bis zu acht Jahren. Die Haftbefehle der Mittäter setzte das Gericht zunächst außer Kraft gesetzt, weil geprüft wird welche Reststrafe sie noch zu verbüßen haben, da sie lange in Untersuchungshaft waren. Unklar blieb ob die ’Ndrangheta oder albanischer Mafia-Organisationen Auftraggeber waren.

## Galerie

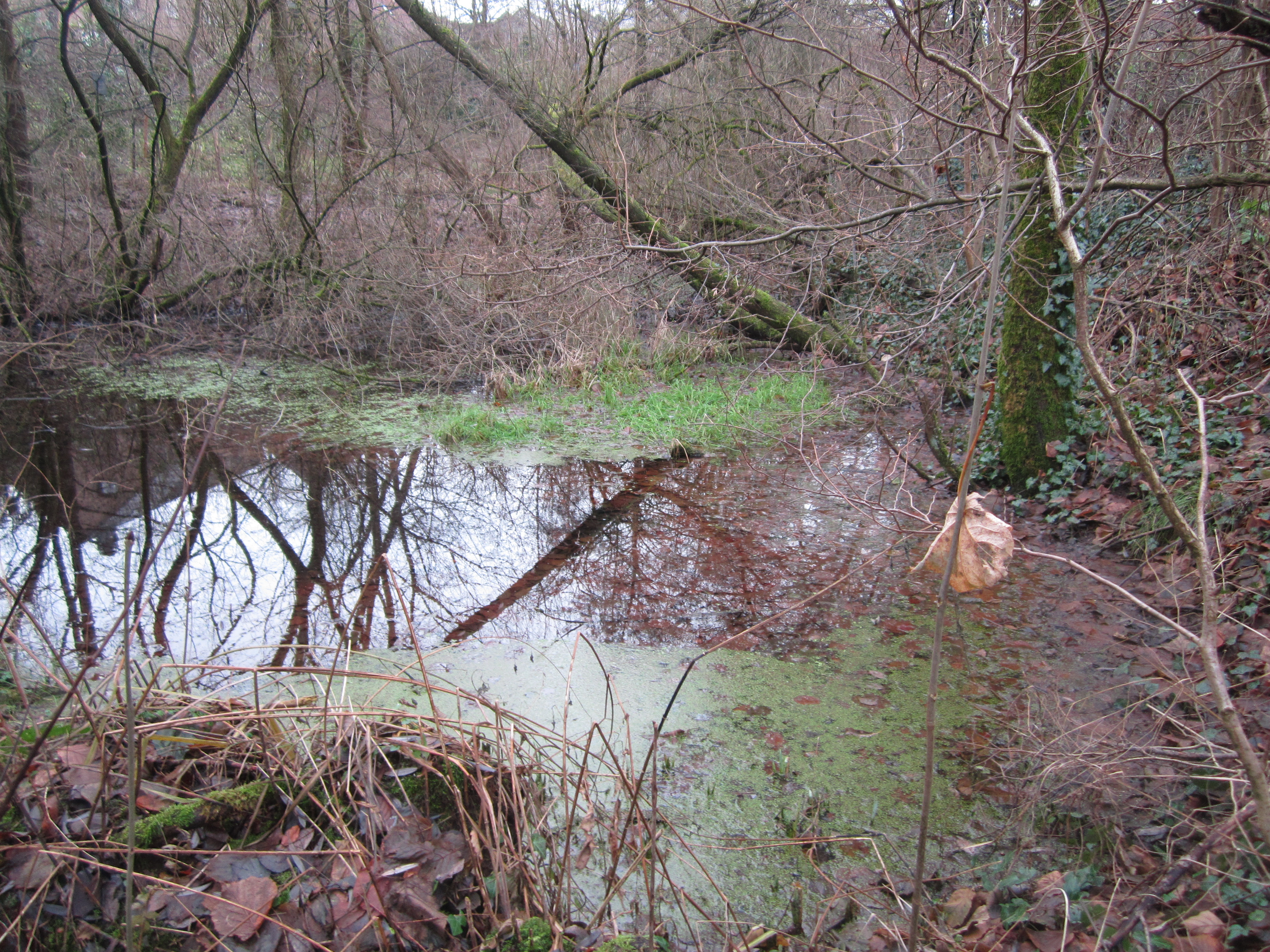
Zweiter Teich durch den der Steinbach fließt
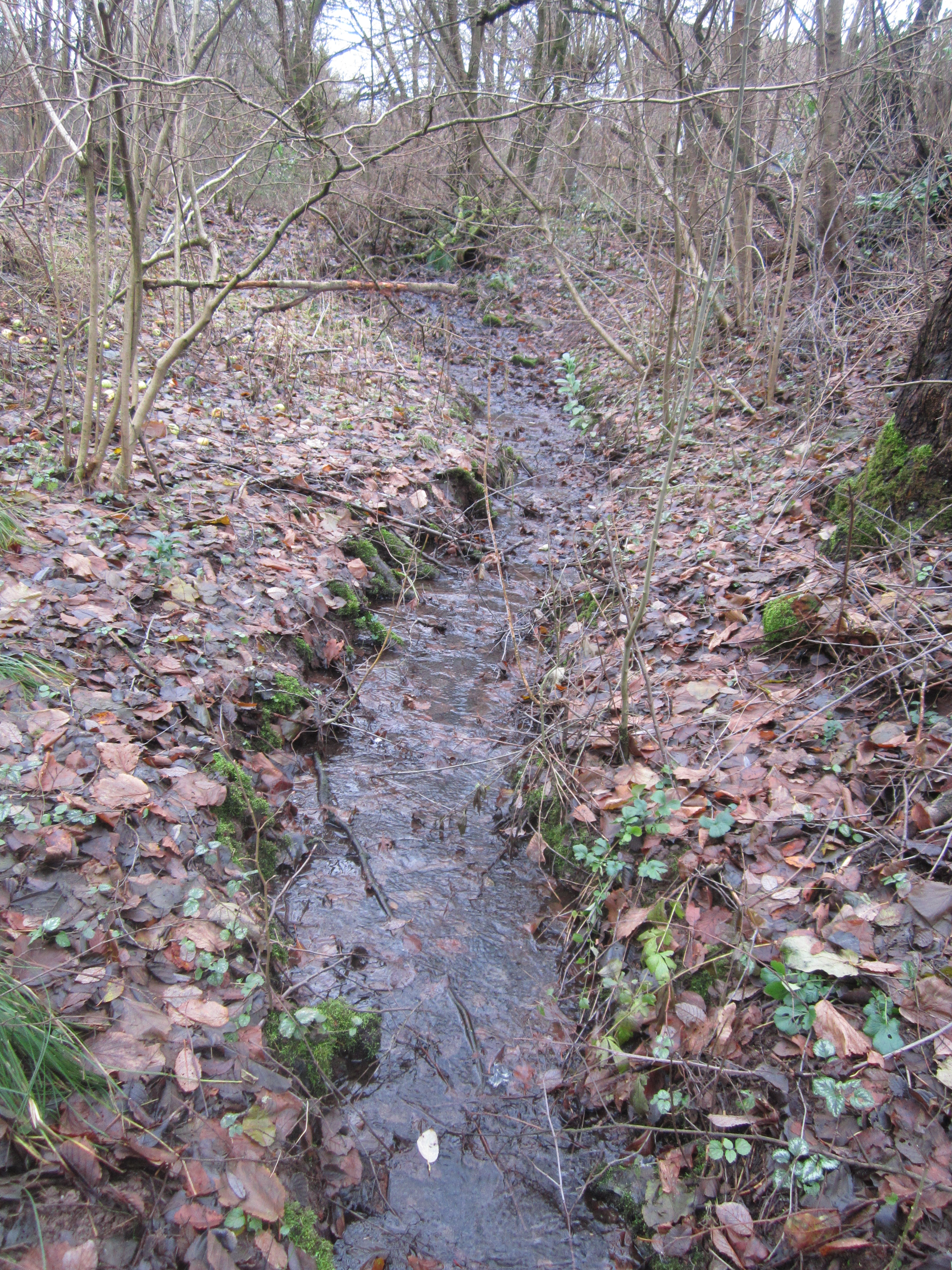
Steinbach-Lauf nach dem zweiten Teich durch den der Bach fließt
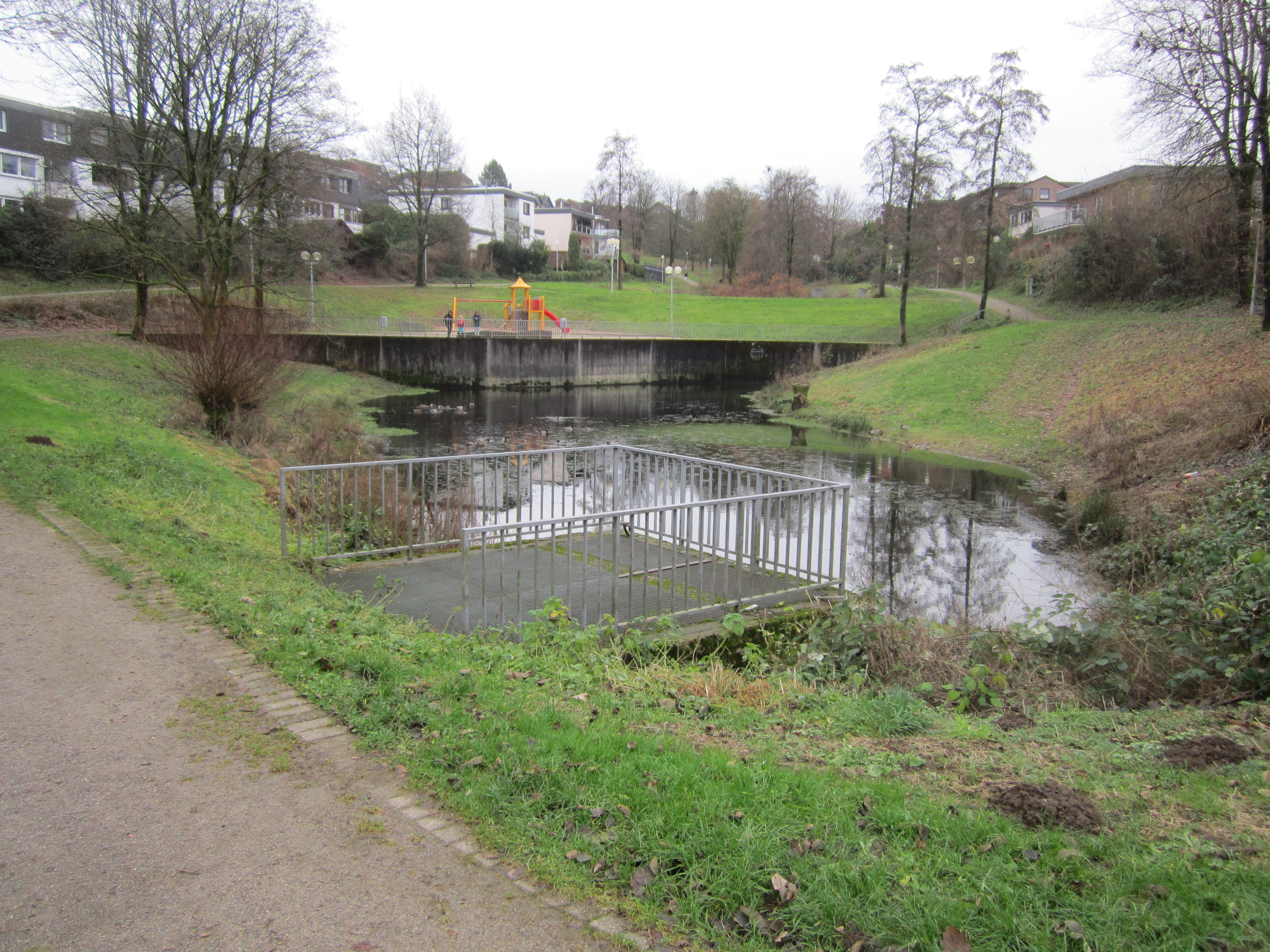
Vierter Teich durch den der Steinbach fließt
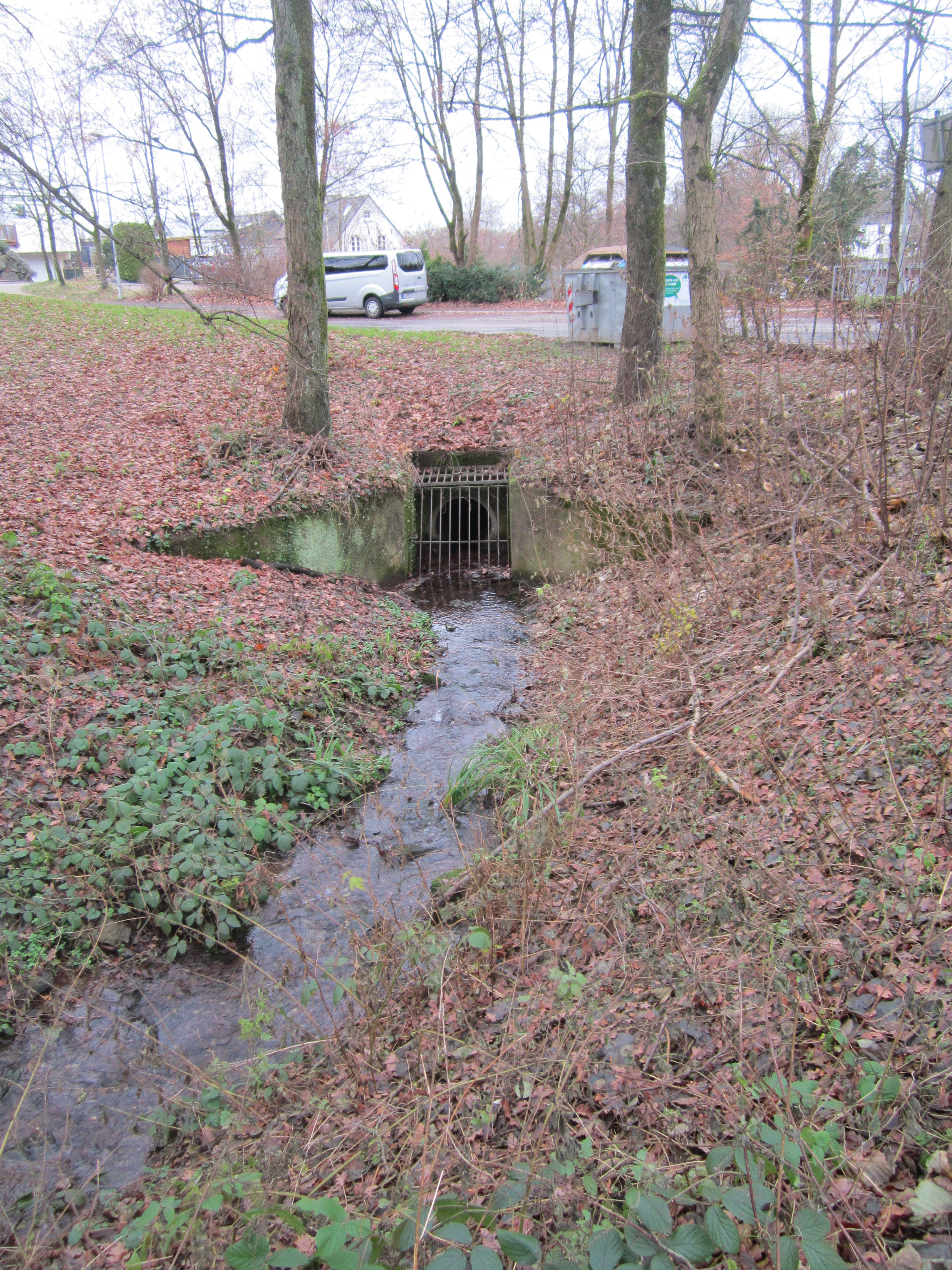
Beginn der Verrohrung beim Tennisclub Breckerfeld
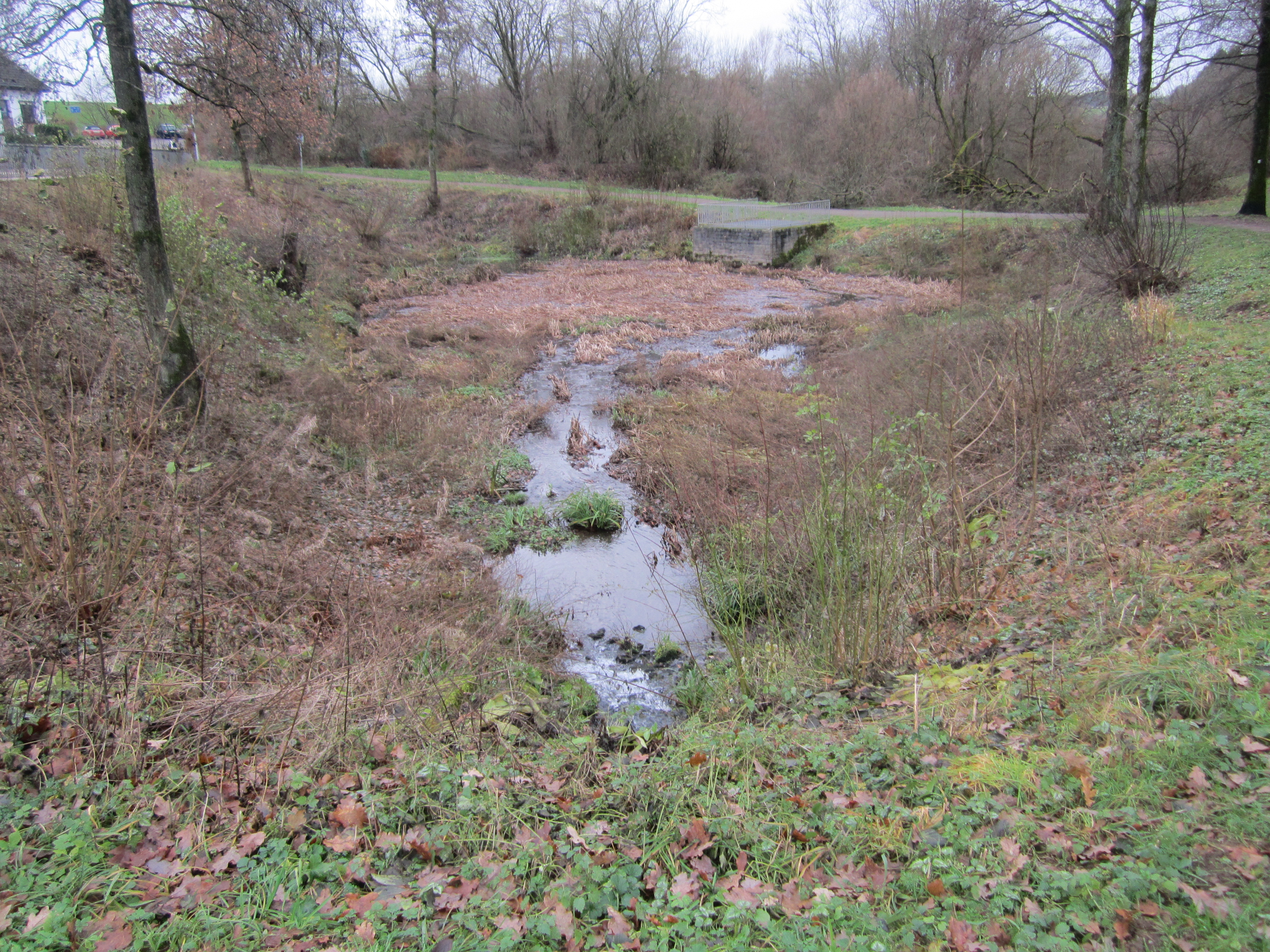
Fünfter Teich durch den der Bach fließt
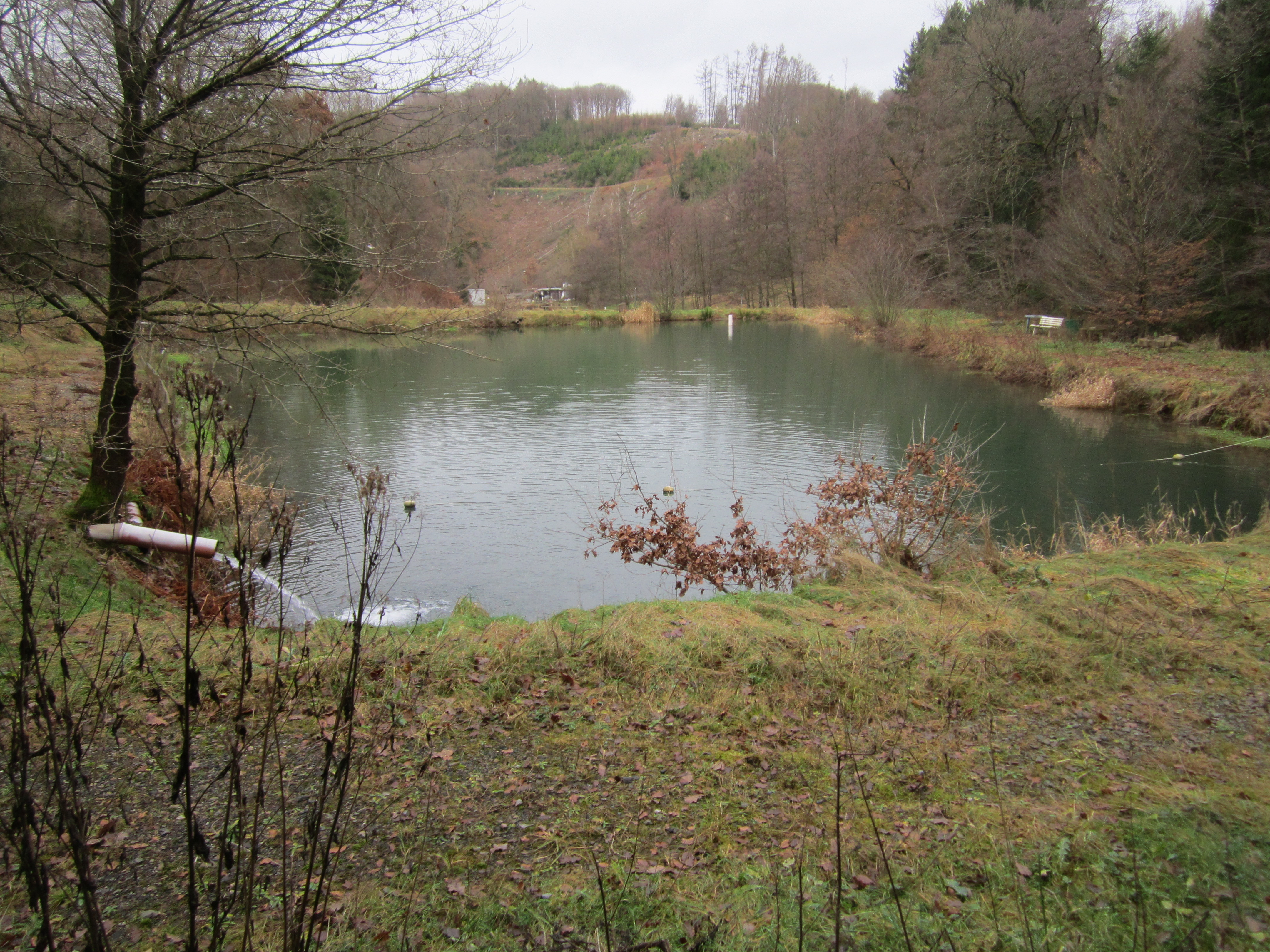
Südlichster Teich des Angelparadies Steinbachtal
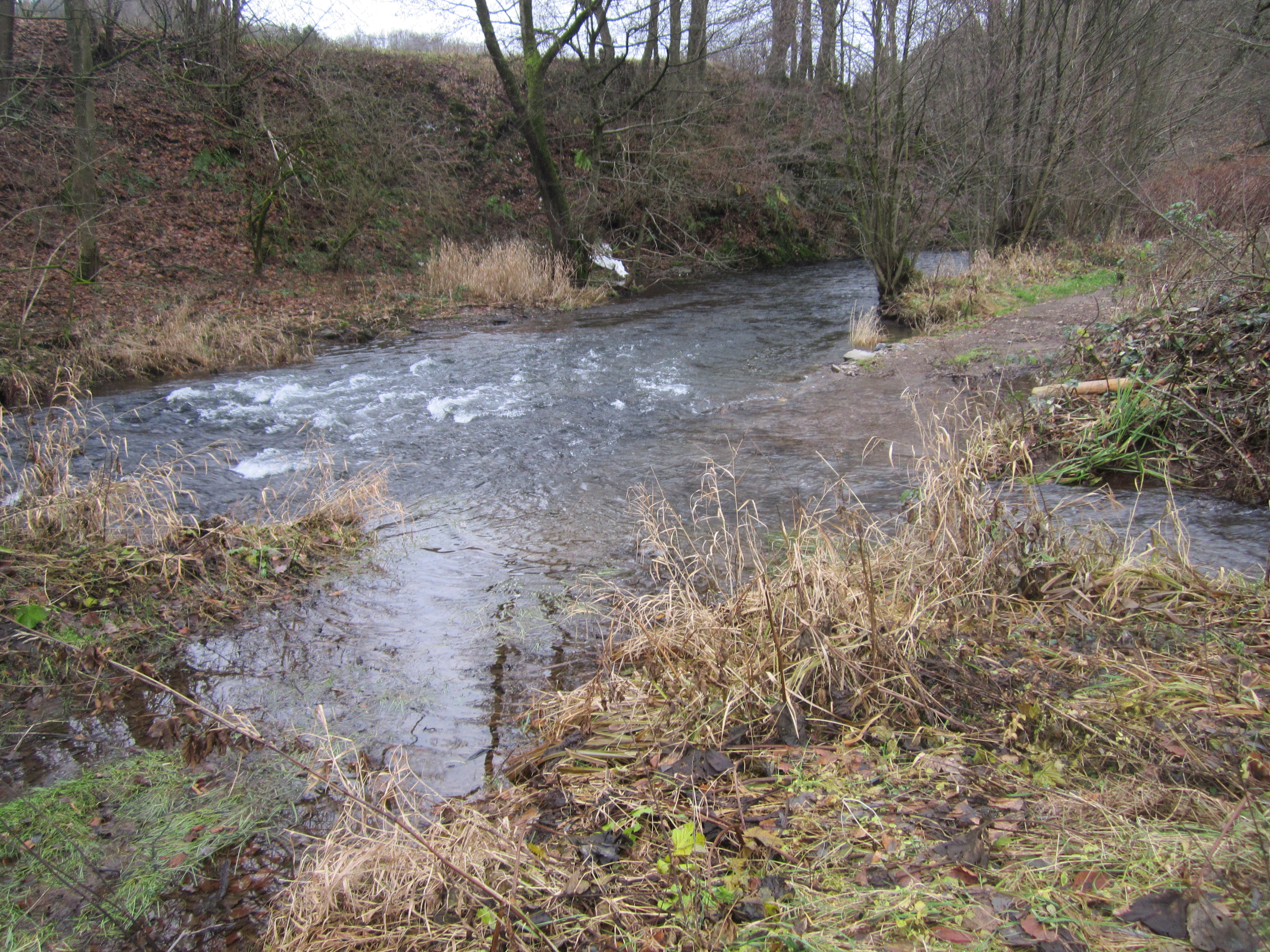
Steinbach-Mündung in Ennepe